# Бриту, Стефани
Стефани Фернандис ди Бриту (порт. Sthefany Fernandes de Brito, род. 19 июня 1987 года) — бразильская актриса, фотомодель, телеведущая.

## Биография
Стефани Бриту родилась 19 июня 1987 года в Сан-Паулу, в Бразилии. В возрасте семи лет начала заниматься на курсах моделей и учиться актёрскому мастерству. Много снималась в рекламе. В возрасте десяти лет была выбрана для съёмок в аргентинском детском телесериале «Chiquititas Brasil». После того, как Стефани вернулась в Бразилию телекомпания «Глобу» заключила с юной актрисой контракт на съёмки в телесериалах. Помимо съёмок в телесериалах Стефани Бриту работает телеведущей на телевидении Глобинью для детей.

## Семья

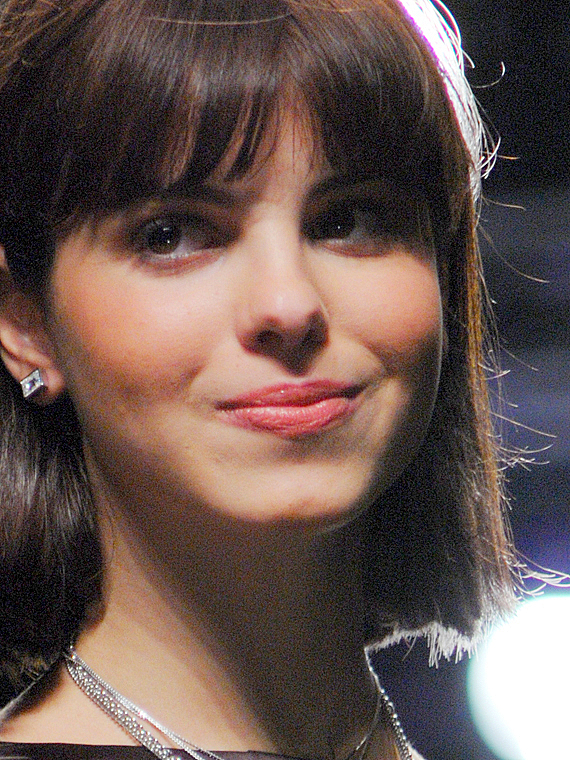
Стефани Бриту (2008)

Младший брат Стефани — актёр Кайки Бриту.
7 июля 2009 года вышла замуж за Алешандре Пату (футболиста, выступавшего тогда за «Милан»). Церемония прошла во дворце Копакабана. Спустя чуть менее года они расстались. В ходе бракоразводного процесса Стефани Бриту объявила себя не способной оплачивать судебные издержки. Это произошло после того, как 17 ноября суд по гражданским делам в Рио-де-Жанейро удовлетворил ходатайство адвоката Алешандре Пату отложить прошение Стефани Бриту о ежемесячных выплатах в размере 130 тысяч реалов в её пользу. Также суд согласился с ходатайством адвоката Алешандре Пату вменить актрисе встречный иск об оплате части судебных издержек. Стефани призналась, что если она выплатит 2000 реалов адвокату бывшего мужа, то останется без средств к существованию. Оставшись без контракта с «Глобу», актриса живёт на 5000 реалов, выплачиваемых ей бывшим мужем. После развода, после девяти месяцев брака, было заключено соглашение, что Пату выплачивает Стефани алименты в размере 5 тысяч реалов в месяц, однако актриса запросила 20 % от его доходов.
В 2018 году она вышла замуж за юриста Игоря Рачковского.
1 ноября 2020 г. родила сына Энрико.

## Фильмография
- 2012 — Dança dos Famosos 9
- 2011 — A Vida da Gente
- 2011 — Macho Man
- 2007 — «Запретное желание» /  Desejo Proibido — Dulcina Botiquário
- 2007 — «Тяжёлый груз» / Carga Pesada
- 2006 — «Страницы жизни» / Páginas da Vida — Келли Толедо Маттос
- 2004 — «Талисман» / Começar de Novo — Дандара
- 2003 — Agora É que São Elas (телесериал) — Элис
- 2001 — «Ангел, упавший с небес» / Um Anjo Caiu do Céu — Доринья
- 2002 — Клон / O Clone — Самира Рашид
- 1999 — «Бразильская детвора» / Chiquititas Brasil (телесериал) — Ханнелоре